# Glochidion hylandii
Espèce
Classification phylogénétique
Glochidion hylandii est une espèce de plantes à fleurs du genre Glochidion et de la famille des Phyllanthaceae. C'est un arbuste ou un petit arbre endémique d'Australie.

## Description
Glochidion hylandii est un arbuste ou un petit arbre pouvant atteindre 12 mètres de hauteur. Le diamètre à hauteur de poitrine est généralement de 30 cm
Les feuilles sont simples, elliptiques et mesurent entre 30 et 150 mm de long et présentent des nervures bien définies. Les surfaces supérieures sont lisses ou légèrement couvertes de poils fins, tandis que la face inférieure est légèrement cireuse avec de fins poils bruns. Les fleurs qui poussent à l'aisselle des feuilles sont peu visibles, elles ne mesurent que 2 ou 3 mm avec 6 sépales verts et aucun pétale.
Le fruit, d'environ 12 à 15 mm de long pour 8 à 10 mm de large, est une caractéristique distinctive de cet arbre. Niché à l'aisselle des feuilles, le fruit rose et vert pâle rappelle davantage à un de l'espèce Cucurbita pepo. Il s’agit en fait d’une capsule à 5 ou 6 valves contenant des graines blanches ou crème enfermées dans un arille rouge ou orange (membrane charnue). La fructification peut avoir lieu à tout moment de l'année.

## Répartition
Glochidion hylandii est endémique du plateau d'Atherton, dans le Queensland, en Australie, dans une altitude comprise entre 650 et 1 100 m. Elle pousse dans la forêt humide et est l'une des premières à apparaître lorsque la forêt revient après avoir disparu.

## Source de la traduction
- (en) Cet article est partiellement ou en totalité issu de l’article de Wikipédia en anglais intitulé « Glochidion hylandii » (voir la liste des auteurs).